# Kovács Gyula (színművész, 1949–2019)
Kovács Gyula (Budapest, 1949. szeptember 17. – 2019. január 13.) magyar színművész.

## Életpályája
A színművészeti előtt három évet tanult a jogi egyetemen. Az Egyetemi Színpadon Ruszt Józsefnél tanulta a színészet alapjait. 1971–1975 között a Színház- és Filmművészeti Főiskola hallgatója volt. 1975–1977 között a Thalia Színház, 1977–1981 között a József Attila Színház, 1981–1983 között a nyíregyházi Móricz Zsigmond Színház, 1983–1996 között a kecskeméti Katona József Színház tagja volt. 1996-2007 között szabadúszó volt. 2007-től haláláig ismét a kecskeméti Katona József Színház színművésze volt.

## Fontosabb szerepei
- Bertolt Brecht: A jóember Szecsuánból (nagypapa ) – 2017/2018
- Kocsis L. Mihály – Cseke Péter: Újvilág Passió (második főpap) – 2015/2016
- Tennessee Williams: Macska a forró bádogtetőn (dr.) – 2015/2016
- Barta Lajos: Szerelem (postás) – 2015/2016
- Réczei Tamás: Színházi vándorok (Busch Jenő, igazgató) – 2014/2015
- Molnár Ferenc: Liliom (Kádár István) – 2014/2015
- Réczei Tamás: Szabadság kórus (Helyey, Maurus, Gábor Miklós, Apa, Asztrik atya, Elemér) – 2013/2014
- William Shakespeare: A vihar (Gonzalo, tanácsos) – 2012/2013
- Kocsis L. Mihály – Cseke Péter: Újvilág Passió (Simeon, Később Hanan főpap, második főpap) – 2012/2013
- Réczei Tamás: Amazonok (Érzelmes zakatolás) (szereplő) – 2011/2012
- Füst Milán: Boldogtalanok (Mihály, öreg szolga) – 2011/2012
- William Shakespeare: Harmadik Richárd (Lord Rivers, a királyné bátyja) – 2010/2011
- Molnár Ferenc: Játék a kastélyban (Gál) – 2009/2010
- Anton Pavlovics Csehov: Három nővér (Ferapont, altiszt az elöljáróságon) – 2009/2010
- Márai Sándor: Eszter hagyatéka (Tibor, a család barátja, Tibor, a család barátja) – 2008/2009
- Molnár Ferenc: Játék a kastélyban (Gál) – 2008/2009
- Jókai Mór: A komédiás had, avagy Thespis kordéja (idegen 1) – 2008/2009
- Euripidész: Alkésztisz (Pherész) – 2007/2008
- Móricz Zsigmond: Úri muri (Zsellyei Balogh Ábel, az ezredes) – 2007/2008
- Eugène Ionesco: A kopasz énekesnő (Mr. Martin) – 2005/2006
- Örkény István: Macskajáték (pincér) – 2000/2001
- Joseph Kesselring: Arzén és levendula (Klein, rendőr) – 1999/2000

## Filmes és televíziós szerepei
- Liszt Ferenc (1982)
- A téli csillag meséje (1984)
- Barátok közt (2008)
- A nagy füzet (2013)
- Kojot (2017)

## Díjai, elismerései
- Magyar Érdemrend lovagkeresztje (2015)